# Chill Factor - Pericolo imminente
Chill Factor - Pericolo imminente (Chill Factor) è un film del 1999 diretto da Hugh Johnson, con protagonisti Cuba Gooding Jr. e Skeet Ulrich.

## Trama
In un'isola, usata come base di comando dell'esercito statunitense, il dottor Richard Long, sotto la supervisione dell'ufficiale di comando Andrew Brynner, sta sviluppando un nuovo tipo di esplosivo, e durante il test di prova qualcosa va storto in quanto la forza del raggio d'azione dell'esplosivo era più potente rispetto ai calcoli di previsione del dottor Long, infatti l'esplosione ha coperto tutta la zona dell'isola, diciotto soldati muoiono. Davanti alla corte marziale il colonnello Brynner, scelto come capro espiatorio, viene condannato a scontare la condanna in una prigione militare.
Dopo dieci anni Brynner esce di prigione, ma avendo perso la possibilità di fare carriera nell'esercito, insieme alla sua dignità, decide di fare irruzione in una base militare, con l'aiuto dei suoi complici, lì si trova il dottor Long, che viene ferito gravemente con un colpo di pistola, ma riesce ugualmente a scappare portando con sé ciò che Brynner voleva rubare. Long guida fino a raggiungere il Diner dove lavora Tim Mason, il giovane amico del dottor Long, proprio mentre era in compagnia di Arlo, lo spedizioniere che gli stava consegnando i gelati. Gravemente ferito, Long chiede a Tim e Arlo di proteggere ciò che ha prelevato dalla base, un cilindro criogenico contenente una sostanza gelatinosa ad alto potenziale esplosivo, con il nome in codice di Elvis, lo stesso esplosivo che uccise i diciotto soldati dieci anni prima. Long muore, ma prima di esalare l'ultimo respiro raccomanda ai due di portare Elvis in una base militare e di non far mai raggiungere al composto la temperatura di 50 gradi Fahrenheit, altrimenti esploderà.
Brynner e i suoi uomini arrivano sul posto, Mason decide di esaudire l'ultima richiesta del suo amico, con l'aiuto di Arlo, che con poca voglia, specialmente perché lui non è veramente uno spedizioniere in quanto il furgone lo aveva rubato, si vede costretto ad accettare, infatti serve il suo furgone delle spedizioni, per mettere Elvis nella cella frigorifera e tenerlo alla temperatura giusta. I due con il furgone cercano di raggiungere la base militare, ma Brynner e i suoi scagnozzi li seguono a ruota, Mason e Arlo, durante l'inseguimento, si vedono costretti ad abbandonare il furgone dato che si era ribaltato, quindi rubano una barca a remi e la usano per percorrere il fiume.
Intanto il colonnello Leo Vitelli decide di prendere in mano la situazione, mentre le strade di Mason e Arlo si dividono, quest'ultimo ritorna al suo lavoro ma Brynner lo prende come ostaggio e, mettendosi in contatto con Mason, lo costringe a dargli Elvis, in cambio dell'incolumità di Arlo. Brynner e i suoi uomini, insieme ad Arlo, raggiungono la diga, dove Mason gli dà Elvis, poi però arrivano i soldati capeggiati da Vitelli, ma Brynner ha il coltello dalla parte del manico dato che è in possesso di Elvis, e con la minaccia di farlo cadere dalla diga, Vitelli fa ritirare i suoi uomini, mentre Mason e Arlo vengono presi come ostaggi. I due vengono legati, inoltre Brynner lascia vicino loro una piccola quantità della sostanza gelatinosa, che a breve esploderà, il tutto verrà ripreso da una videocamera, così gli acquirenti vedranno dal vivo le potenzialità di Elvis, infatti il piano di Brynner era quello di vendere l'arma al miglior offerente. Stranamente il composto non esplode, e dopo essersi slegati, Mason e Arlo scappano via con un furgone, gli acquirenti ritirano le loro offerte, infatti il vero Elvis è ancora in possesso di Mason, che lo tiene sotto ghiaccio nel furgone, quello che ha dato a Brynner era solo un falso.
Brynner, capendo che Mason ha con sé Elvis, insegue sia lui che Arlo, ma i soldati di Vitello sparano un missile che uccide gli uomini di Brynner, ma purtroppo Mason e Arlo rimangono intrappolati in un tunnel stradale, i militari hanno bloccato entrambe le uscite con i missili dato che Elvis, che si appresta a raggiungere i 50 gradi Fahrenheit, esploderà a breve, quindi i militari vogliono circoscrivere il raggio dell'esplosione il più possibile. Brynner e la sua complice Vaughn cercano ancora di impadronirsi di Elvis, intanto Arlo esce dal tunnel insieme a tutte le persone che si trovavano lì dentro dal passaggio di emergenza sovrastante, Mason affronta Vaughn avendo la meglio contro di lei, poi affronta Brynner rischiando di morire, ma Arlo, tornato indietro per salvare Mason, ferisce Brynner e porta Mason in salvo, infine Elvis esplode e Brynner muore nell'esplosione.
Vitelli si congratula con Mason e Arlo, però non ci saranno riconoscimenti ufficiali per ciò che hanno fatto perché se la storia diventasse di dominio pubblico troppi segreti militari verrebbero a galla, comunque Vitelli ringrazia i due dato che molti innocenti devono la vita al loro coraggio.